# Punta Burica
La punta Burica es un pequeño relieve costero que sobresale al sur de la península de Burica hacia el océano Pacífico.
Dicha punta se encuentra al extremo oeste de Panamá, en la provincia de Chiriquí. A unos 2 km al oeste se encuentra la frontera nacional con Costa Rica (provincia de Puntarenas). Aproximadamente a 1 km al sur de la punta, se localiza la pequeña isla Burica.